# 太平洋興発
太平洋興発株式会社（たいへいようこうはつ、英: TAIHEIYO KOUHATSU INCORPORATED）は、東京都・北海道においてマンション・戸建住宅の販売や賃貸などの不動産事業を行う企業である。

## 概要
不動産事業（賃貸事業とマンション管理事業　介護付有料老人ホーム「シルバーシティ」）や輸入石炭・石油の仕入販売、石炭などの船舶輸送も手がける。
三井グループの企業である（三井系企業から構成される月曜会の会員企業）。
かつての社名は太平洋炭礦で、北海道釧路市で石炭の採掘を行っていた。
2002年（平成14年）1月30日まで釧路市で石炭の採掘を行っていた太平洋炭礦（2代目）は1970年（昭和45年）11月1日に太平洋興発が石炭事業を分離して設立したものである。
分離後も当社の関連会社として石炭の採掘事業を担う形となっていて、当社が独立行政法人新エネルギー・産業技術総合開発機構及び日本政策投資銀行からの借入金に対して債務保証をしていたため、返済の原資となる資産の評価見直しに伴って2006年（平成18年）3月期に債務保証損失引当金が約11.24億円増加するなど当社に大きな影響を与える関連会社であった。
また、閉山後に釧路炭鉱の石炭の採掘事業を継承した釧路コールマインと2006年（平成18年）3月期で約30.86億円の取引を行っており、年間売上高の約11.0%を占める最大の取引先となっていた。

## 沿革
- 1887年 (明治20年) 安田善次郎による安田炭鉱として採鉱を始める。
- 1914年 (大正3年) 安田財閥から木村久太郎(台湾基隆炭鉱）、顔雲年（台湾）（顔家は日治時代　台湾五大財閥）　に炭鉱が譲渡され木村組釧路炭鉱となる。
- 1920年（大正9年）4月22日 - 木村組炭鉱と三井鉱山が合弁会社太平洋炭礦株式会社（初代）を設立。三井鉱山釧路鉱業所および木村組釧路炭鉱を継承[1]。
- 1949年（昭和24年）5月 - 東京証券取引所に株式上場[5]。
- 1967年（昭和42年）4月 - 太平洋興発株式会社（初代）を設立[5]。
- 1970年（昭和45年）11月 - 太平洋炭礦（初代）が石炭生産部門を太平洋炭礦株式会社（2代目）として分離[1]、太平洋興発（初代）を合併し、太平洋興発株式会社（2代目）に社名変更[5]。
- 2002年（平成14年）1月30日 - 太平洋炭鉱が閉山し[6]、石炭の採掘事業から撤退[5]。
- 2010年（平成22年）3月1日 - 本社（本店）を現在地に移転。

## 連結子会社
- 新太平洋商事株式会社
- 株式会社太平洋製作所
- 太平洋運輸株式会社
- 訓子府石灰工業株式会社
- まりも交通株式会社
- 株式会社エイチ・シー・シー
- 株式会社太平洋シルバーサービス
- 株式会社太平洋シルバーサービス北海道

## かつての関係会社
- 太平洋メディアサービス（電算写植事業、2005年（平成17年）8月3日に売却）[5]
- 太平洋設備株式会社
- 太平洋建設工業株式会社
- 新太平洋建設工業株式会社
- 太平洋ミサワ建材株式会社
- 北海道コカコーラ株式会社

## 所有不動産
- フロム・ファーストビル（東京 南青山）